# Христо Малинов
Христо Малинов е български писател.

## Биография и творчество
Роден на 31 януари 1917 година в София. Завършва Софийския университет, специалност естествена история. Работи като журналист във вестник „Утро“ (1937), а през 1945 г. създава и редактира до 1962 г. вестник „Минно дело“. 
В романа „Родината не ми прости“ (Държавно военно издателство, 1970) Христо Малинов рисува съдбата на две деца, останали сираци от Преображенското въстание. Децата стават моряци. Стойо Бинбеля бива осиновен от шведи. Пътищата разделят приятелите. Стойо смята, че Кольо е продал съвестта и сърцето си на немците. Пред починалия си другар той разбира, че родината не прощава никому, който търси щастие на чужда земя и под чуждо небе. Такъв човек остава без корен, сам.
През 70-те години на ХХ век Христо Малинов създава легендата за българина-Колумбовец: морякът Драган от Охрид, който взема участие в плаването на Христофор Колумб и описва неговите фантастични приключения в „Драган от Колумбовата Пинта“ (Народна младеж, 1978) и в романа за юноши „Златният пояс и позорът“ (Народна младеж, 1985).
Автор е също така на „Тракийски легенди“, на книгата разговор с академик Георги Караславов „Вързано време“ и на краеведческия летопис „Светлини под Сталин кон“, в който събира саги и легенди из миналото на село Свидня, община Своге, където прекарва творчески най-плодотворните години от живота си. Пряко свързан с живота му в Свидня е краеведската летопис „Светлини под Сталин кон“ – събрала легенди, предания, разкази на местни жители за колоритни личности и запомнящи се случки, исторически факти, наименования на махали и местности. Материалите, включени в летописа, са събирани от 1970 до 1997 г. и са безценна памет за миналото на свогенския край.
Христо Малинов живее в с. Свидня.